# Kreis Borken (1816–1974)
Der Kreis Borken war ein Kreis im Nordwesten von Nordrhein-Westfalen (Deutschland). Am 1. Januar 1975 wurde er im Zuge der Gebietsreform durch das Münster/Hamm-Gesetz aufgelöst und gemeinsam mit dem Kreis Ahaus, der kreisfreien Stadt Bocholt, der Stadt Isselburg sowie den Gemeinden Erle und Gescher zum neuen Kreis Borken vereinigt.

## Geographie

### Nachbarkreise
Der Kreis grenzte 1974 im Uhrzeigersinn im Norden beginnend an die Kreise Ahaus, Coesfeld, Recklinghausen und Rees (alle in Nordrhein-Westfalen). Im Westen des Kreises lag zudem die kreisfreie Stadt Bocholt. Im Nordwesten grenzte er an die niederländische Provinz Gelderland.

## Geschichte

### Vorgeschichte

Der Kreis Borken im Jahr 1847

Vorläufer des Kreises Borken waren die historischen Verwaltungs- und Gerichtsbezirke (Ämter) Ahaus, Bocholt und Horstmar im Hochstift Münster sowie die Herrschaften Anholt, Gemen und Werth. Nach der Säkularisation des Hochstifts Münster im Reichsdeputationshauptschluss fiel das Gebiet 1803 an das neu gebildete Fürstentum Salm, bevor es zur Durchsetzung der Kontinentalsperre 1811 in das französische Kaiserreich eingegliedert wurde. Dem Département Lippe zugewiesen, wurde es Teil des Arrondissements Rees im Westen und des Arrondissements Münster im Osten. Nach dem Abzug der französischen Truppen 1813 und dem Wiener Kongress 1815 wurde das Gebiet Teil der preußischen Provinz Westfalen. 1816 erfolgte die Verwaltungsgliederung in den neu gegründeten Landkreis Borken im Regierungsbezirk Münster.

### Der Kreis Borken von 1816 bis 1974
Nach seiner Gründung am 10. August 1816 war der Kreis bis 1843 in die acht Bürgermeistereien Anholt, Bocholt, Borken, Dingden, Heiden, Liedern, Ramsdorf und Rhede eingeteilt. Mit der Einführung der Landgemeinde-Ordnung für die Provinz Westfalen wurden in den Jahren 1843 und 1844 die Bürgermeistereien in Ämter überführt. Der Kreis war danach zunächst neben drei amtsfreien Städten in die folgenden Ämter und Gemeinden gegliedert:
| Amt      | Gemeinden                                                                                                 |
| -------- | --- |
| amtsfrei | Anholt, Bocholt und Borken                                                                                |
| Dingden  | Dingden                                                                                                   |
| Gemen    | Stadt Gemen und Kirchspiel Gemen                                                                          |
| Heiden   | Heiden |
| Liedern  | Barlo, Biemenhorst, Hemden, Herzebocholt, Holtwick, Liedern, Lowick, Mussum, Spork, Stenern und Suderwick |
| Marbeck  | Grütlohn, Homer, Hoxfeld, Marbeck, Rhedebrügge, Westenborken und Borkenwirthe                             |
| Raesfeld | Raesfeld                                                                                                  |
| Ramsdorf | Stadt Ramsdorf und Kirchspiel Ramsdorf                                                                    |
| Reken    | Groß Reken, Hülsten und Klein Reken                                                                       |
| Rhede    | Altrhede, Büngern, Krechting, Krommert, Rhede und Vardingholt                                             |
| Velen    | Nordvelen, Velen und Waldvelen                                                                            |
| Werth    | Werth |
| Weseke   | Weseke |

Die Stadt Bocholt schied 1923 aus dem Kreis Borken aus und wurde kreisfreie Stadt. Die Einzelgemeindeämter Dingden, Heiden, Raesfeld, Werth und Weseke wurden 1934 aufgehoben. Am 1. April 1937 wurde aus dem Amt Gemen und der Gemeinde Weseke das Amt Gemen-Weseke, aus dem Amt Liedern und der Stadt Werth das Amt Liedern-Werth sowie aus den Ämtern Velen und Ramsdorf das Amt Velen-Ramsdorf gebildet.
Am 1. April 1938 wurde aus dem Amt Reken und der Gemeinde Heiden das Amt Heiden-Reken sowie aus dem Amt Marbeck und der Gemeinde Raesfeld das Amt Marbeck-Raesfeld gebildet.
Nach dem Zweiten Weltkrieg wurde das heutige Kreisgebiet Teil der Britischen Besatzungszone sowie 1946 Teil des neugebildeten Landes Nordrhein-Westfalen. Am 1. Oktober 1955 wurde Altrhede nach Rhede eingemeindet. Die Gemeinden Stadt Ramsdorf (Stadt nach der Landgemeindeordnung 1856 in der Provinz Westfalen) und Kirchspiel Ramsdorf wurden am 1. April 1959 zur neuen Gemeinde Ramsdorf zusammengeschlossen. Mitte der 1960er Jahre besaß der Kreis Borken die folgende Einteilung:
| Amt              | Gemeinden |
| ---------------- | --- |
| amtsfrei         | Anholt, Dingden und Borken                                                                                       |
| Gemen-Weseke     | Stadt Gemen, Kirchspiel Gemen und Weseke                                                                         |
| Heiden-Reken     | Groß Reken, Heiden, Hülsten und Klein Reken                                                                      |
| Liedern-Werth    | Barlo, Biemenhorst, Hemden, Herzebocholt, Holtwick, Liedern, Lowick, Mussum, Spork, Stenern, Suderwick und Werth |
| Marbeck-Raesfeld | Borkenwirthe, Grütlohn, Homer, Hoxfeld, Marbeck, Raesfeld, Rhedebrügge und Westenborken                          |
| Rhede            | Büngern, Krechting, Krommert, Rhede und Vardingholt                                                              |
| Velen-Ramsdorf   | Nordvelen, Ramsdorf, Velen-Dorf und Waldvelen                                                                    |

Am 1. Oktober 1969 wurde aus dem Landkreis der Kreis Borken.

### Neugliederung und Auflösung des Kreises Borken
Büngern, Krechting, Krommert, Rhede und Vardingholt wurden am 1. August 1968 zu einer neuen, größeren Gemeinde Rhede zusammengeschlossen. Gleichzeitig wurde das Amt Rhede aufgelöst. Durch das Gesetz zur Neugliederung von Gemeinden des Landkreises Borken wurden am 1. Juli 1969 weitere Gemeinden des Kreises neu gegliedert:
- Borken, Borkenwirthe, Stadt Gemen, Kirchspiel Gemen, Grütlohn, Hoxfeld, Marbeck, Rhedebrügge, Weseke und Westenborken wurden zu einer neuen, größeren Stadt Borken zusammengeschlossen.
- Groß Reken, Klein Reken und Hülsten wurden zur neuen Gemeinde Reken zusammengeschlossen.
- Homer und Raesfeld wurden zu einer neuen, größeren Gemeinde Raesfeld zusammengeschlossen.
- Die Ämter Gemen-Weseke und Marbeck-Raesfeld wurden aufgelöst.

Gleichzeitig wurden Velen-Dorf, Waldvelen und Nordvelen zur neuen Gemeinde Velen zusammengeschlossen.
Der Kreis Borken umfasste seitdem noch 21 Städte und Gemeinden. Am 1. Januar 1975 wurden im Rahmen des Münster/Hamm-Gesetzes weitere Gemeinden fusioniert und der Kreis Borken aufgelöst:
- Barlo, Biemenhorst, Hemden, Holtwick, Liedern, Lowick, Mussum, Spork, Stenern und Suderwick wurden in die Stadt Bocholt eingegliedert.
- Anholt, Werth und Herzebocholt wurden Teil der Stadt Isselburg.
- Ramsdorf und Velen wurden zu einer neuen, größeren Gemeinde Velen zusammengeschlossen.
- Dingden wurde Teil von Hamminkeln im Kreis Wesel.
- Der Kreis Borken und seine Ämter Heiden-Reken, Liedern-Werth und Velen-Ramsdorf wurden aufgelöst.
- Bocholt, Borken, Heiden, Isselburg, Raesfeld, Reken, Rhede und Velen wurden in den neuen Kreis Borken eingegliedert.[14]

## Einwohnerentwicklung
| Jahr | Einwohner | Quelle |
| ---- | --------- | ------ |
| 1819 | 036.170   | [ 15 ] |
| 1832 | 038.817   | [ 1 ]  |
| 1858 | 041.295   | [ 16 ] |
| 1871 | 040.342   | [ 17 ] |
| 1880 | 043.337   | [ 17 ] |
| 1890 | 048.578   | [ 18 ] |
| 1900 | 059.234   | [ 18 ] |
| 1910 | 069.577   | [ 18 ] |
| 1925 | 050.422   | [ 18 ] |
| 1939 | 059.233   | [ 18 ] |
| 1950 | 075.374   | [ 18 ] |
| 1960 | 082.400   | [ 18 ] |
| 1970 | 095.500   | [ 19 ] |
| 1973 | 101.200   | [ 20 ] |

## Politik

### Ergebnisse der Kreistagswahlen ab 1946
In der Liste werden nur Parteien und Wählergemeinschaften aufgeführt, die mindestens zwei Prozent der Stimmen bei der jeweiligen Wahl erhalten haben.
Stimmenanteile der Parteien in Prozent
| Jahr | CDU  | SPD  | UWG  | FDP  | DZP    | BHE |
| ---- | ---- | ---- | ---- | ---- | ------ | --- |
| 1946 | 66,3 | 17,7 |      |      | 14,1   |     |
| 1948 | 51,1 | 22,5 |      |      | 26,4   |     |
| 1952 | 53,3 | 12,4 |      | 05,6 | 24,2   | 3,5 |
| 1956 | 54,6 | 15,5 |      | 05,1 | 22,6   | 2,2 |
| 1961 | 64,6 | 15,0 |      | 10,4 | 010,03 |     |
| 1964 | 63,7 | 18,4 |      | 07,9 | 06,7   |     |
| 1969 | 61,8 | 21,9 | 13,9 |      |        |     |

### Wappen, Flagge, Banner und Siegel
| Wappen des Kreises Borken von 1955–1974 | Blasonierung: „Quadriert; vorn oben: in Gold (Gelb) ein roter Querbalken, hinten oben: in Rot drei silberne (weiße) Maueranker im Verhältnis 2:1, vorn unten: in Silber (Weiß) ein schwarzer rotbezungter und goldbekrönter steigender Löwe und hinten unten: in Gold (Gelb) ein roter Querbalken, mit drei silbernen (weißen) Pfählen belegt.“                  |
| Wappen des Kreises Borken von 1955–1974 | Wappenbegründung: Das von Waldemar Mallek entworfene Wappen wurde am 10. Mai 1955 vom nordrhein-westfälischen Innenminister genehmigt. Es vereint die Symbole der früheren Herrscher des Kreises: vorn oben die Farben des Hochstiftes Münster, hinten oben: die Herren von Zuylen und Anholt, vorn unten: die Herren von Werth und hinten die Herren von Gemen. |

Banner des Kreises Borken[23]
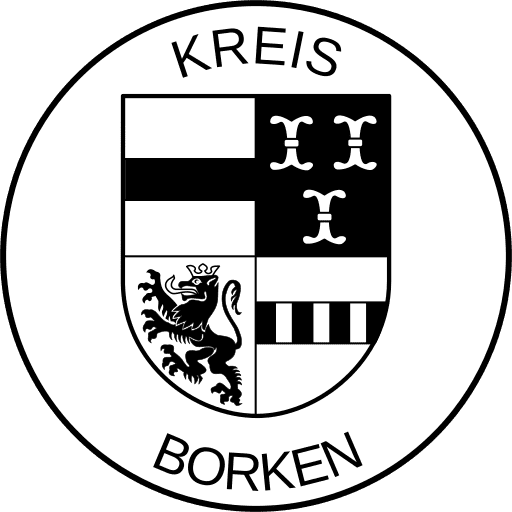
Siegel des Kreises Borken (1955–1974)

Banner: Das Banner ist Gelb-Rot gespalten mit dem Kreiswappen im  Bannerhaupt.
Siegel: Das Dienstsiegel trägt das Wappen des Kreises mit der Umschrift – oben ‚KREIS‘ – unten – ‚BORKEN‘.

### Landräte
- 1816–1847: Karl von Basse
- 1848–1870: Ferdinand von Hamelberg
- 1871–1904: Wilhelm Bucholtz
- 1904–1931: Stephan von Spee
- 1931–1945: Peter Cremerius
- 1945:–9999 Hans Daniel
- 1946:–9999 Johannes Strunden
- 1946–1952: Hans Renzel
- 1952–1954: Josef Bohnenkamp
- 1954–1969: Wilhelm Böggering
- 1969–1974: Alfons Schmeink

### Oberkreisdirektoren
- 1946–1947: Johannes Strunden
- 1947–1972: Alfons Lengert
- 1972–1974: Raimund Pingel

## Kfz-Kennzeichen
Am 1. Juli 1956 wurde dem damaligen Landkreis bei der Einführung der bis heute gültigen Kfz-Kennzeichen das Unterscheidungszeichen BOR zugewiesen.